# Balduina
Balduina é um género botânico pertencente à família Asteraceae.